# Fülöp Péter (színigazgató)
Fülöp Péter (Pécs, 1986. április 2. –) magyar jogász-közgazdász, menedzser színigazgató. 2016-2025 között a kaposvári Csiky Gergely Színház igazgatója.

## Élete
Gyermekkorát Szekszárdon, majd Pécsett töltötte. A Ciszterci Rend Pécsi Nagy Lajos Gimnáziumában érettségizett. 2010-ben a Pécsi Tudományegyetem Állam- és Jogtudományi Karán jogász, majd 2014-ben a Pécsi Tudományegyetem Közgazdaságtudományi Karán közgazdász diplomát szerzett. Hallgatói éveiben aktív közösségszervező és tagja a Közigazgatási Tudományos Diákkörnek. Joghallgatóként köztársasági ösztöndíjas.
Jogi, közigazgatási jogi stúdiumokon oktatott a Pécsi Tudományegyetem több karán. Doktoranduszként elnökségi tagja majd elnökhelyettese a Doktoranduszok Országos Szövetségének.
2015-ben a kaposvári Csiky Gergely Színház gazdasági- és produkciós igazgatója lett. 2016 óta menedzser igazgatóként vezeti a rekonstrukció alatt is zavartalanul működő Teátrumot. 2023-ban újabb ötéves megbízatást kapott.
2015-2017 között a Csiky Gergely Színházért Alapítvány titkára. 2017-ben ebben a pozícióban ösztöndíjat alapított fiatal színésznövendékek, pályakezdő színészek támogatására. 2016-ban Fehér Euridékével életre hívta a színház karácsonyi Jótékonysági gáláját, amely többszáz rászoruló család karácsonyát tette szebbé. A kaposvári kezdeményezés 2018-tól már az ország több színházában is megrendezésre kerül.
2025 nyarától a Nemzeti Színház operatív igazgatója.

## Tanulmányai[6]
- 1998 – 2004 Ciszterci Rend Nagy Lajos Gimnáziuma, érettségi
- 2004 – 2010 Pécsi Tudományegyetem Állam- és Jogtudományi Kar, jogász szak
- 2010 – 2013 Pécsi Tudományegyetem Állam- és Jogtudományi Kar Doktori Iskola
- 2012 – 2014 Pécsi Tudományegyetem Közgazdaságtudományi Kar, MBA sza
- 2013 – Közbeszerzési referens (OKJ)

## Munkahelyei, munkatapasztalat
- 2007 – 2008 Pécs Megyei Jogú Város Önkormányzati Bizottsága, gyakornok
- 2007 – 2015 ANITAX Bt., vezető tanácsadó
- 2010 – 2015 Pécsi Tudományegyetem ÁJK Közigazgatási Jogi Tanszék, óraadó
- 2010 – 2014 Pécsi Tudományegyetem Rektori Hivatal, ifjúsági titkár
- 2013 – 2014 Közigazgatási és Igazságügyi Minisztérium, kutató
- 2013 – 2015 Pécsi Tudományegyetem ÁJK, PR& marketing referens
- 2014 Erzsébet Szállodák Nonprofit Kft., ügyvezetői tanácsadó
- 2014 – 2015 Pécsi Tudományegyetem Jubileumi Projektiroda, projektmenedzser
- 2015 – 2016 Csiky Gergely Színház Nonprofit Kft., gazdasági- és produkciós igazgató
- 2016 – Csiky Gergely Színház Nonprofit Kft., ügyvezető igazgató

## Közéleti tevékenység
- 2006 – 2010 PTE ÁJK Közigazgatási Jogi Tanszék, demonstrátor, TDK titkár
- 2005 – 2009 PTE ÁJK Hallgatói Önkormányzati Testület tanulmányi titkár, alelnök, elnök
- 2005 – 2010 PTE ÁJK Kari Tanács tagja
- 2008 – 2010 PTE Szenátusának tagja
- 2011 – 2014 Doktoranduszok Országos Szövetsége elnökségi tag majd elnökhelyettes
- 2011 – 2013 PTE Gazdasági Tanácsának tagja
- 2012 – 2014 Magyar Felsőoktatási Akkreditációs Bizottság Társ.tud. szakbiz. tagja

## Ösztöndíjai
- 2007 Köztársasági ösztöndíj
- 2009 Szamel Lajos Tudományos Ösztöndíj
- 2013 Erasmus Mobilitási Ösztöndíj
- 2013 Campus Hungary Ösztöndíj

## Díjai
- Bánffy Miklós-díj (2024)[7]